# Martyna Kotwiła
Martyna Kotwiła (ur. 13 stycznia 1999) – polska lekkoatletka, sprinterka, olimpijka (2024). Wicemistrzyni Europy w sztafecie 4x100 m, brązowa medalistka mistrzostw świata juniorów w biegu na 200 m.

## Kariera
W 2016 zdobyła srebrny medal mistrzostw Europy juniorów młodszych w sztafecie szwedzkiej. W 2017 była 7. na mistrzostwach Europy juniorów w biegu na 200 m z czasem 24,14 s, a także została mistrzynią Polski juniorek na 200 m z czasem 23,61 s i w biegu rozstawnym 4 × 100 m oraz wicemistrzynią w biegu na 100 m z czasem 11,79 s, a także zdobyła złoty medal halowych mistrzostw Polski juniorów na 200 m z czasem 24,50 s i brązowy na 60 m z czasem 7,59 s. W 2018 została halową wicemistrzynią Polski w biegu na 200 m z czasem 23,98 s, a także wywalczyła złoty medal halowych mistrzostw Polski juniorek w biegu na 200 m z czasem 23,87 s, zostając pierwszą w historii Polką, która w tej kategorii wiekowej uzyskała czas poniżej 24 sekund oraz brązowy medal na 60 m z czasem 7,43 s. Zdobyła także brązowy medal mistrzostw świata juniorów w biegu na 200 m z czasem 23,21 s oraz została mistrzynią Polski, pobijając czasem 22,99 s rekord Polski juniorek należący wcześniej od 1964 roku do Ireny Szewińskiej.
Reprezentantka klubu RLTL ZTE Radom trenowana przez Bożenę Jadczak.

## Osiągnięcia
| Rok  | Impreza                               | Miejsce   | Konkurencja        | Pozycja    | Wynik         |
| ---- | ------------------------------------- | --------- | ------------------ | ---------- | ------------- |
| 2016 | Mistrzostwa Europy juniorów młodszych | Tbilisi   | bieg na 100 m      | półfinał   | 12,00         |
| 2016 | Mistrzostwa Europy juniorów młodszych | Tbilisi   | sztafeta szwedzka  | 2. miejsce | 2:08,57       |
| 2016 | Mistrzostwa świata juniorów           | Bydgoszcz | sztafeta 4 × 100 m | 4. miejsce | 44,81         |
| 2017 | Mistrzostwa Europy juniorów           | Grosseto  | bieg na 200 m      | 7. miejsce | 24,14         |
| 2017 | Mistrzostwa Europy juniorów           | Grosseto  | sztafeta 4 × 100 m | eliminacje | 45,27         |
| 2018 | Mistrzostwa świata juniorów           | Tampere   | bieg na 200 m      | 3. miejsce | 23,21         |
| 2018 | Mistrzostwa świata juniorów           | Tampere   | sztafeta 4 × 100 m | 5. miejsce | 44,61         |
| 2018 | Mistrzostwa Europy                    | Berlin    | sztafeta 4 × 100 m | 6. miejsce | 43,34         |
| 2019 | Młodzieżowe mistrzostwa Europy        | Gävle     | bieg na 200 m      | półfinał   | DNF           |
| 2019 | Młodzieżowe mistrzostwa Europy        | Gävle     | sztafeta 4 × 100 m | 3. miejsce | 44,08         |
| 2022 | Mistrzostwa świata                    | Eugene    | sztafeta 4 × 100 m | eliminacje | 43,19         |
| 2022 | Mistrzostwa Europy                    | Monachium | sztafeta 4 × 100 m | 2. miejsce | 42,61 (elim.) |
| 2023 | Halowe mistrzostwa Europy             | Stambuł   | bieg na 60 m       | półfinał   | 7,33          |
| 2023 | Mistrzostwa świata                    | Budapeszt | bieg na 200 m      | eliminacje | 23,34         |
| 2024 | World Athletics Relays                | Nassau    | sztafeta 4 × 100 m | –          | DNF           |
| 2024 | Mistrzostwa Europy                    | Rzym      | bieg na 200 m      | półfinał   | 23,44         |
| 2024 | Igrzyska olimpijskie                  | Paryż     | bieg na 200 m      | repasaże   | 23,50         |

## Rekordy życiowe
- 60 m (hala) – 7,25 s (Spała, 10 lutego 2024)
- 100 m – 11,37 s (Chorzów, 4 czerwca 2023) / 11,28w (10 czerwca 2022, Suwałki)
- 200 m – 22,99 s (Lublin, 22 lipca 2018) – rekord Polski juniorów / 22,94w (11 czerwca 2022, Suwałki)
- 200 m (hala) – 23,30 s (Toruń, 19 lutego 2023)